# Adam Gurowski
Adam Gurowski (Kalisz, 10 de septiembre de 1805-Washington, 4 de mayo de 1866) fue un escritor polaco que emigró a los Estados Unidos en 1849.

## Biografía
Fue hijo del conde Ladislas Gurowski, un ardiente admirador de Tadeusz Kościuszko. Perdió la mayor parte de sus posesiones como consecuencia de la insurrección contra Rusia de 1794. Posteriormente, expulsado en 1818 y de nuevo en 1819 del gimnasio de Varsovia y del de Kalisz por proclamas revolucionarias, el joven Gurowski continuó con sus estudios en varias universidades alemanas.
De vuelta en Varsovia en 1825, llegó a identificarse con los opositores a la influencia rusa, y en consecuencia fue encarcelado varias veces. Fue parte activa de la organización del Levantamiento de noviembre de 1830, en el que también tomó después parte. Huyó a Francia, donde vivió varios años asociado con los sansimonistas, adoptando muchas de las ideas de Charles Fourier. Fue miembro también del comité nacional polaco en París, consiguiendo cierta visibilidad en los círculos políticos y literarios. Sin embargo sus propiedades en Polonia fueron confiscadas y él mismo condenado a muerte.
En 1835 escribió una obra titulada La vérité sur la Russie («La verdad sobre Rusia»), en la que defendía una unión de las diferentes ramas del pueblo eslavo. El libro fue visto de manera positiva por el gobierno ruso, y Gurowski fue de nuevo aceptado y, aunque no pudo recuperar sus posesiones, se le ofreció un empleo de funcionario. En 1844, al descubrir que aún tenía varios y poderosos enemigos, se marchó a Berlín, y después a Heidelberg. Allí se dedicó al estudio y durante dos años dio clases de economía política en la Universidad de Berna, Suiza. Posteriormente se trasladó a Italia.
En 1849, se mudó a los Estados Unidos y se interesó en profundidad en la política americana de la época. Escribió múltiples artículos para la American Cyclopaedia y trabajó en la plantilla del New York Tribune. Durante la guerra de Crimea, apoyó la causa rusa, y sus panfletos y artículos constituyeron una influencia notable en la opinión del pueblo americano a favor de Rusia. Era un firme opositor a la esclavitud.
Entre 1861 y 1863 fue traductor del Departamento de Estado de los Estados Unidos en Washington, gracias sin duda a su conocimiento de ocho idiomas. En 1862, se publicó el primer volumen de su diario, en el que, con excepción de Edwin M. Stanton, se mostró altamente crítico con los miembros de la administración de Abraham Lincoln.
Respecto a su vida personal, contrajo matrimonio con Theresa de Zbijewska en 1827. Tuvieron dos hijos antes de que Teresa muriera en 1832.

## Obra literaria
- La civilisation et la Russie (San Petersburgo, 1840)
- Pensées sur l'avenir des Polonais (Berlín, 1841)
- Aus meinem Gedankenbuche (Breslau, 1843)
- Eine Tour durch Belgien (Heidelberg, 1845)
- Impressions et souvenirs (Lausanne, 1846)
- Die letzten Ereignisse in den drei Theilen des alten Polen (Múnich, 1846)
- Le Panslavisme (Florence, 1848)
- Russia as it Is (New York, 1854)
- The Turkish Question (1854)
- A Year of the War (1855)
- America and Europe (1857)
- Slavery in History (1860)
- My Diary, anotaciones de la Guerra Civil Americana (3 volúmenes, 1862–66)